# Programa Saliut
El programa Saliut o Salyut (en ruso Салют, en español: «fuego artificial» o «salva»), inicialmente denominado Zariá («amanecer»), es el nombre otorgado a la primera serie de estaciones espaciales de la Unión Soviética. Lanzadas mediante el uso de cohetes Protón dichas estaciones espaciales destacaron por ser la primera ocasión en que dichas construcciones se colocaban exitosamente en órbita.
Bajo este programa se lanzaron las estaciones civiles DOS y, de forma encubierta, las estaciones militares Almaz. Por ello los objetivos del programa se dirigieron tanto a la experimentación y observación científica como a la investigación con fines militares. Las estaciones espaciales Saliut DOS fueron diseñadas en la década de 1960 por la oficina de diseño OKB-1 (actualmente RKK Energiya) dirigida por Serguéi Koroliov. Las Almaz fueron construidas por la OKB-52 dirigida por Vladímir Cheloméi.
El programa Saliut constó de nueve estaciones lanzadas entre 1971 y 1982. Se incluyeron cinco estaciones civiles del tipo DOS y cuatro estaciones militares Almaz. Seis de las estaciones espaciales fueron visitadas por cosmonautas a bordo de naves Soyuz. El desarrollo de la estación espacial Mir (1986), técnicamente más moderna, versátil y eficiente, supuso la transformación y finalización de las estaciones Saliut.

## Misiones
- DOS-1 (Saliut 1, 19 de abril de 1971): primera estación espacial de la historia. Recibió la visita de la Soyuz 10, que fue incapaz de acoplarse correctamente. Posteriormente, la Soyuz 11 se acoplaría con éxito. Sus tres tripulantes batieron el récord de permanencia en el espacio al permanecer 23 días en la estación, pero murieron al regreso debido a una despresurización de la cápsula durante el reingreso, ya que carecían de trajes de presión.

- DOS-2 (29 de julio de 1972): perdida en el lanzamiento.

- OPS-1 (Almaz 1, Saliut 2, 3 de abril de 1972): perdida en órbita.

- DOS-3 (Kosmos 557, 14 de mayo de 1972): perdida en órbita, se le dio el nombre encubierto de Kosmos 557.

- OPS-2 (Almaz 2, Saliut 3, 25 de junio de 1974): Primera estación espacial militar con éxito. Recibió la visita de la Soyuz 14. La Soyuz 15 no fue capaz de acoplarse correctamente.

- DOS-4 (Saliut 4, 26 de diciembre de 1974): nuevo tipo mejorado de estación DOS, con tres paneles solares y mejores equipos. Recibió la visita de la Soyuz 17 y la Soyuz 18.

- OPS-3 (Almaz 3, Saliut 5, 22 de junio de 1976): segunda estación espacial militar. Se acoplaron las Soyuz 21 y Soyuz 24. La Soyuz 23 no pudo acoplarse correctamente.

- DOS-5 (Saliut 6, 29 de septiembre de 1977): nuevo modelo de estación con una escotilla para actividades extravehiculares y dos puertos de acoplamiento, posibilitando la visita de varias tripulaciones al mismo tiempo y el acoplamiento de naves de carga Progress, que permiten largas estancias en el espacio. Acogió a cinco tripulaciones principales y 11 visitas de corta duración, además de nueve misiones con astronautas extranjeros en el marco del Programa Intercosmos, incluyendo al primer astronauta latinoamericano, el cubano Arnaldo Tamayo Méndez, a bordo de la Soyuz 38 en 1980.

- DOS-6 (Saliut 7, 19 de abril de 1982): última estación Salyut. Similar a la Salyut 6, fue visitada por seis expediciones principales y cuatro misiones de visita, incluyendo dos misiones internacionales con un francés y un indio a bordo.

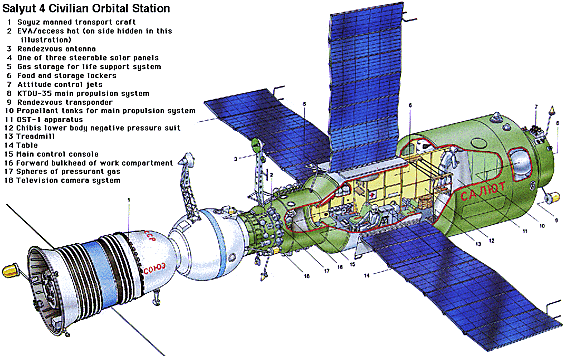
Diagrama de la Saliut 4.

Estaba previsto que dos estaciones más (DOS-7 y DOS-8) fueran lanzadas en el marco del programa Saliut. La DOS-7 finalmente fue modificada hasta convertirse en el módulo central de la estación Mir. 

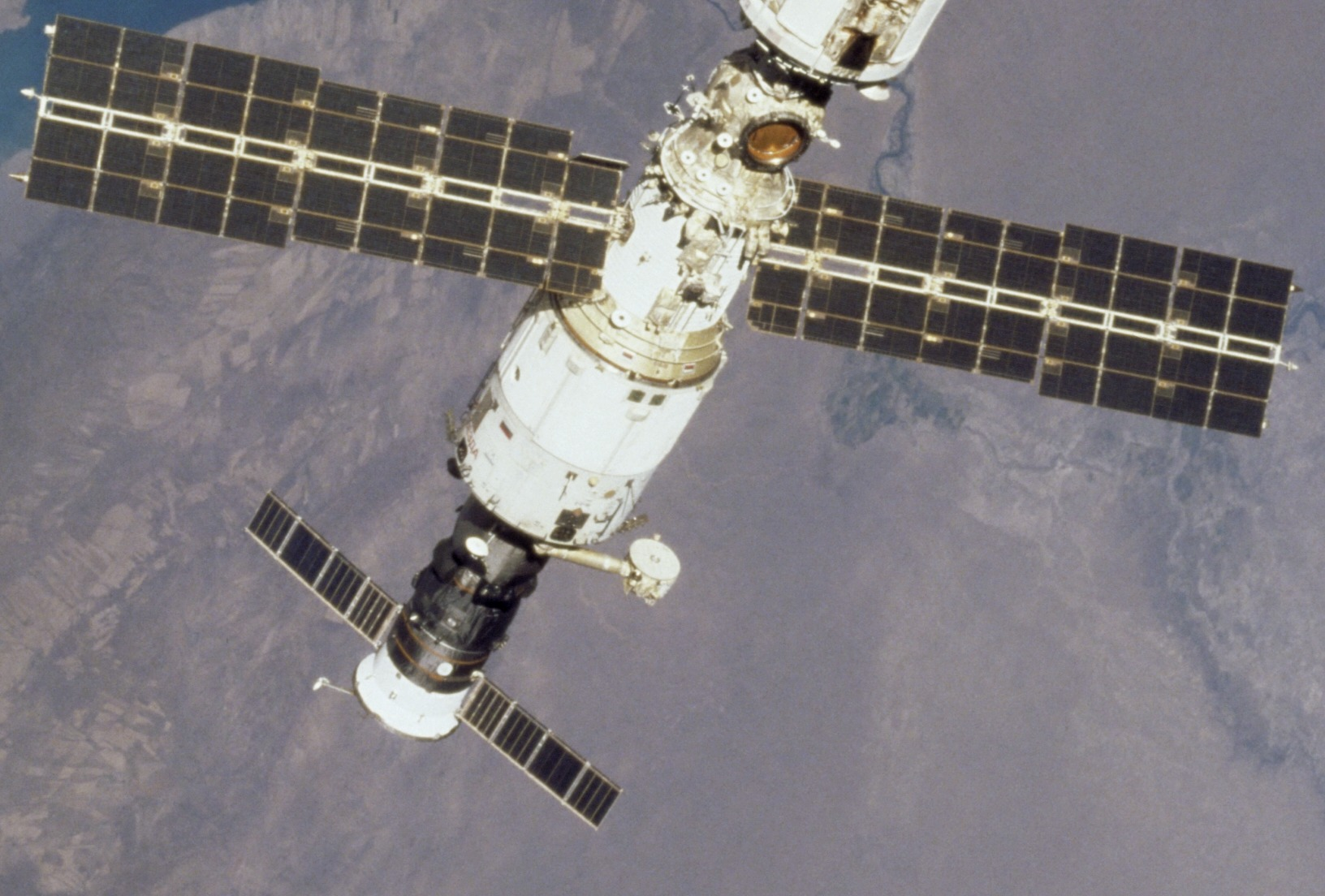
DOS-8 (módulo Zvezda de la Estación Espacial Internacional).

Por su parte la DOS-8 se transformó primero en lo que fue el proyecto Mir-2. Finalmente, después de la reconversión del proyecto, este módulo terminó formando parte del segmento orbital ruso de la Estación Espacial Internacional (EEI), el módulo de servicio Zvezda.

## Historia
La URSS estaba muy interesada en explorar las aplicaciones militares de la exploración del espacio, principalmente debido al interés de la Fuerza Aérea estadounidense en el mismo campo (programa MOL). Koroliov y su OKB-1 propusieron varios proyectos de naves militares (Soyuz VI, Soyuz R y Soyuz P). Por otro lado, Vladímir Cheloméi propuso una estación espacial llamada Almaz con características similares. Tras la muerte de Koroliov en 1966, sus proyectos no fueron aprobados, pero sí la estación Almaz de Cheloméi y su nave de servicio, la TKS. Posteriormente, debido al retraso en el desarrollo de esta estación, las autoridades ordenaron que las estaciones Almaz utilizasen subsistemas derivados de la nave Soyuz. Tras conocer los planes estadounidenses de poner en órbita el Skylab, los soviéticos decidieron acelerar el proyecto de estaciones espaciales para adelantárseles. Así surgieron las estaciones civiles DOS.